# Alexandre de La Fons de Mélicocq
Pour les articles homonymes, voir Mélicocq (homonymie).
François Joseph Alexandre de La Fons, baron de Mélicocq, né à Noyon (Oise) le 2 novembre 1802 et mort à Raismes (Nord) le 8 juin 1867, était un archéologue et naturaliste français.

## Biographie
Il est issu d'une famille anoblie en 1583, par Henri III.
Son père Louis-Alexandre de La Fons, chevalier de Saint-Louis, seigneur (avant 1789), puis maire (en 1792) de Mélicocq, évita l'échafaud conventionnel par la protection des villageois de Mélicocq.
Durant la Restauration, il intègre l'école de Saint-Cyr qu'il dut quitter pour des raisons sanitaires.
Jusque vers 1830, il habita Noyon. Après la Révolution de Juillet il se retira chez une de ses tantes au château de Cuiry-lès-Iviers dans l'Aisne. Dès 1840, il s’établit à Douvrin (canton de Cambrin dans le Pas-de-Calais). Dans les années 1850, il s'installe à Lille durant cinq ou six ans et en 1857 il se transporte à Raismes où il devait achever sa vie.
Débarrassé des obligations et des soucis de l'activité professionnelle par sa fortune familiale, il consacra sa vie à deux sciences : la botanique et l'histoire des départements septentrionaux de la France.

### LePrix de la Fons-Mélicocq
Il fit un legs testamentaire (par son testament du 2 décembre 1864) pour fonder deux prix, à décerner tous les trois ans. L'un de 1 800 francs, par l'Académie des inscriptions et belles-lettres, dans les termes suivants : « Voulant, comme homme de lettres, léguer un souvenir à ma vénérable et si chère province de Picardie, je prie l'Académie des inscriptions et belles-lettres de Paris, de vouloir bien accepter un legs de six cents francs de rente à trois pour cent. — Cette rente, accumulée durant trois ans, servira à la fondation d'un prix qui sera décerné, tous les trois ans, au meilleur ouvrage sur l'histoire et les antiquités de la Picardie et de l'Île de France, Paris excepté. » L'autre de 900 francs, à décerner par l'Académie des sciences pour un ouvrage sur la botanique du département du Nord.
Il fut décerné la première fois en 1872. Ce prix fut encore décerné en 2016.

## Ses publications
- Calendrier de flore ou Catalogue des plantes des environs de Noyon : classées d'après l'époque de leur floraison : ouvrage précédé de notices historiques sur Beauvais, Senlis, Compiègne et Noyon, Noyon : J. Amoudry, 1829, 92 pages
- Privilèges et franchises de quelques-unes des villes de la Flandre, de l'Artois, de la Picardie et du Valois, Noyon : chez Amoury & Paris : chez Dentu, 1832
- Recherches historiques sur Noyon et le Noyonnais. Statistique. Botanique ou prodrome de la flore des arrondissements de Laon, Vervins, Rocroix et des environs de Noyon, 1837 puis Noyon : Soulas-Amoudry, 1839
- Prodrome de la flore des arrondissements de Laon, Vervins, Rocroy et des environs de Noyon, Noyon : Soulas-Amoudry, 1839
- Une cité picarde au Moyen Âge, ou Noyon et le Noyonnais aux XIVe et XVe siècles, Noyon : Soulas-Amoudry, 1841
- Des sorciers aux XVe et XVIe siècles, dans les Mémoires de la Société Royale d'émulation d'Abbeville, 1841-1843, p. 435–448
- Plantes croissant spontanément dans les environs de Béthune et observées par M. Al. de Lafons de Melicocq, propriétaire à Douvrin, dans l’Annuaire statistique et administratif du département du Pas-de-Calais, 1848-49, 2e partie, p. 203-244
- Les artistes du nord de la France et du midi de la Belgique aux XIVe, XVe et XVIe siècles, impr. de Veuve de Savary, 1848, 251 pages
- Flore de la Thiérache, dans La Thiérache, recueil de documents concernant l'histoire, les beaux-arts, les sciences naturelles et l'industrie de cette ancienne subdivision de la Picardie, Vervins : chez Papillon, vol. 1, 1849
- Le dernier rituel de Thérouanne, dans le Bulletin historique trimestriel des années 1862 à 1866, Société des Antiquaires de la Morinie, Saint-Omer : chez Fleury-Lemaire, 1866, vol. 3, p. 50-56
- Cérémonies dramatiques et anciens usages dans les églises du nord de la France, dans les Annales archéologiques, 1850, t.X, p. 92–100.
- Coutumes de la ville d'Estaires au XVe siècle, dans les Mémoires de la Société des sciences de Lille, Lille : chez L. Quarré & Paris : chez É. Rouveyre, 1855, p. 93-156
- Dons et courtoisies de Philippe le Bon et de Charles le Téméraire, aux savants, aux artistes et aux gouverneurs des princes de la Maison de Bourgogne, Messager des sciences historiques ou Archives des arts et de la bibliographie de Belgique, 1858, no 32, p. 221–230 .
- De l'artillerie de la ville de Lille aux XIVe, XVe et XVIe siècles : Archers, arbalétriers, canonniers, Lille : Impr. de Lefebvre-Ducrocq, 1864, 46 p.